# Mečichov
Mečichov är en ort i Tjeckien.   Den ligger i regionen Södra Böhmen, i den sydvästra delen av landet, 90 km sydväst om huvudstaden Prag. Mečichov ligger 492 meter över havet och antalet invånare är 241.
Terrängen runt Mečichov är platt. Runt Mečichov är det ganska tätbefolkat, med 75 invånare per kvadratkilometer. Närmaste större samhälle är Strakonice, 11,6 km sydost om Mečichov. Trakten runt Mečichov består till största delen av jordbruksmark.